# Gunilla Clason-Carlquist

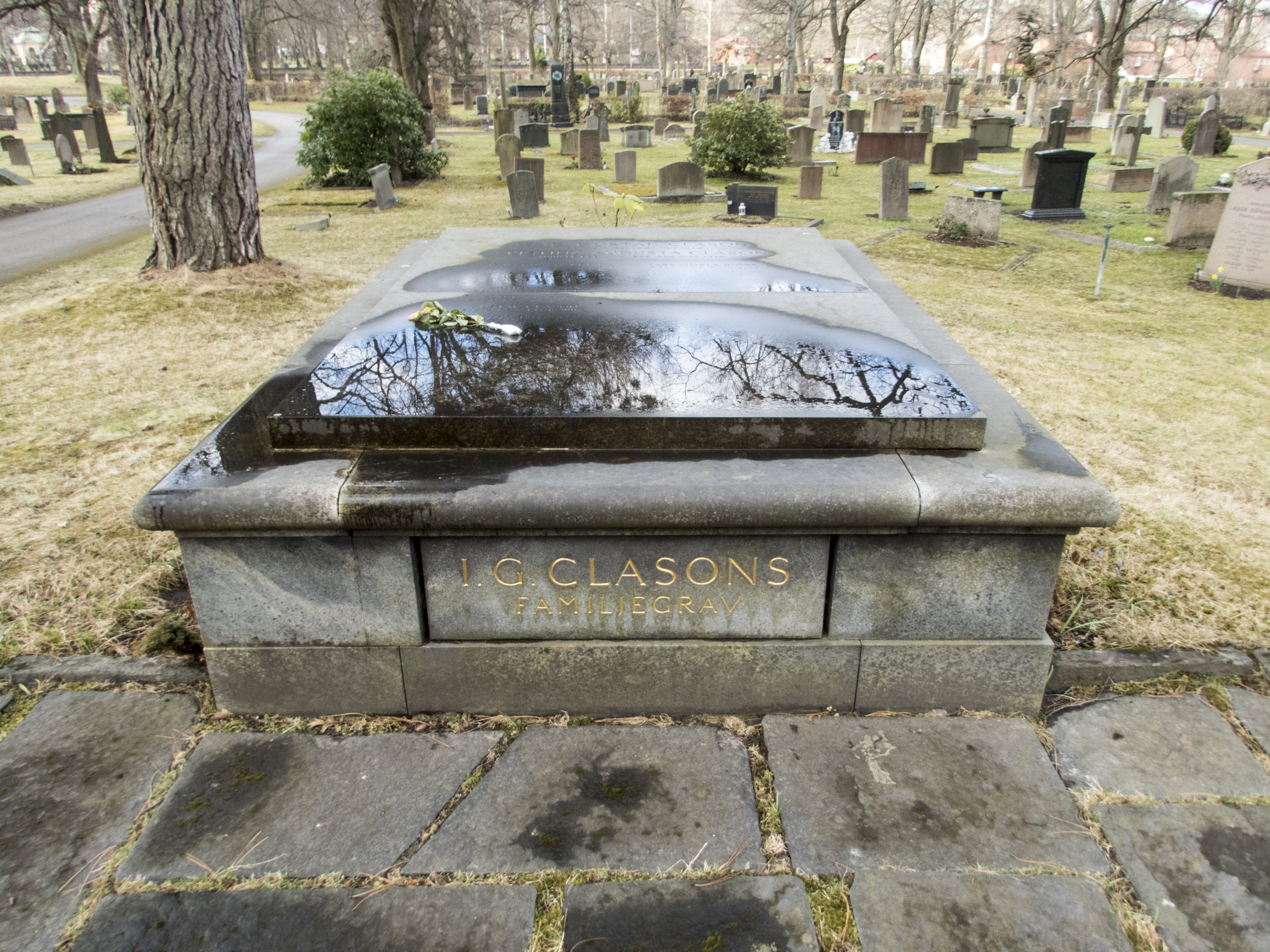
Gravvård I. G. Clasons familjegrav Norra begravningsplatsen

Gunilla Clason-Carlquist, folkbokförd Gunilla Carlqvist, född Clason 19 oktober 1901 i Jakob och Johannes församling i Stockholm, död 15 juli 1983 i Sankt Görans församling i Stockholm, var en svensk konstnär.
Hon var dotter till professor Isak Gustaf Clason och Kerstin Petré samt syster till arkitekterna Gustaf Clason och Peder Clason.
Clason-Carlquist studerade vid Konsthögskolan i Stockholm för Olle Hjortzberg och i Paris för André Lhote samt i Italien vid bland annat Papari Venturis målarskola. Clason-Carlquist har utfört en stor mängd dekorationsarbeten bland annat målningar från gamla Varberg i Apelvikens kustsanatorium, takmålningar i Persborg i Rättvik och tillsammans med Dagmar Lodén bibliska motiv i S:t Görans gravkapell i Stockholm. För Nobelkruts herrgård Björkborn sydde hon en applikationsgobeläng med Santa Barbara som motiv. Hennes bildkonst består av porträttmåleri och blomsterstilleben.
Hon var från 1938 gift med major Erik Axel Julius Carlquist (1911–1970). Hon är begravd i släktgrav på Norra kyrkogården i Stockholm.